# 빅토리아 폰 프로이센 왕녀
빅토리아 폰 프로이센 왕녀(Princess Viktoria of Prussia, 1866년 4월 12일 ~ 1929년 11월 13일)는 독일 황제 프리드리히 3세와 그의 아내 빅토리아의 둘째 딸로, 빅토리아 여왕의 장녀이다. 프로이센 왕가 호엔촐레른의 일원으로 태어나 1890년 첫 결혼 후 샴부르크리페의 아돌프 왕자빈이 되었다.